# Roscoe (Dakota del Sud)
Roscoe è un comune degli Stati Uniti d'America, situato in Dakota del Sud, nella contea di Edmunds.